# Бергамбахт
Бергамбахт (нід. Bergambacht, нід. вимова: [bɛr(ə)xˈɑmbɑxt] ( прослухати)) — село в нідерландській провінції Південна Голландія. Входить до муніципалітету Крімпенервард.
Його площа становить 38,06 км², а населення станом на 2021 рік складало 10 016 осіб.
До 1985 року мало статус окремого муніципалітету.

## Визначні уродженці
- Вім Кок (1938-2018) — нідерландський політик, Прем'єр-міністр Нідерландів у 1994—2002 роках.

## Галерея

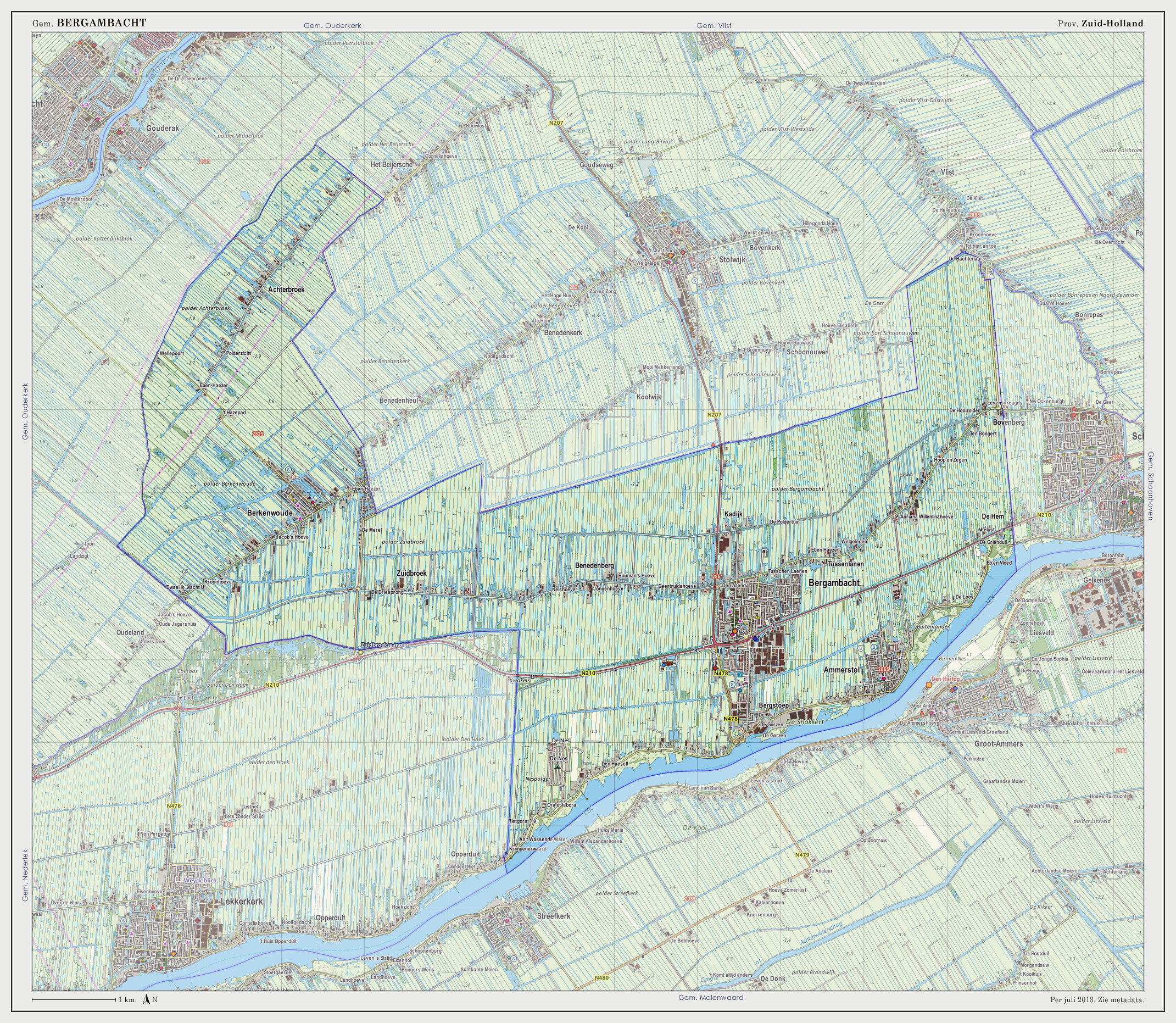
Мапа Бергамбахта